# Cerilonídeos

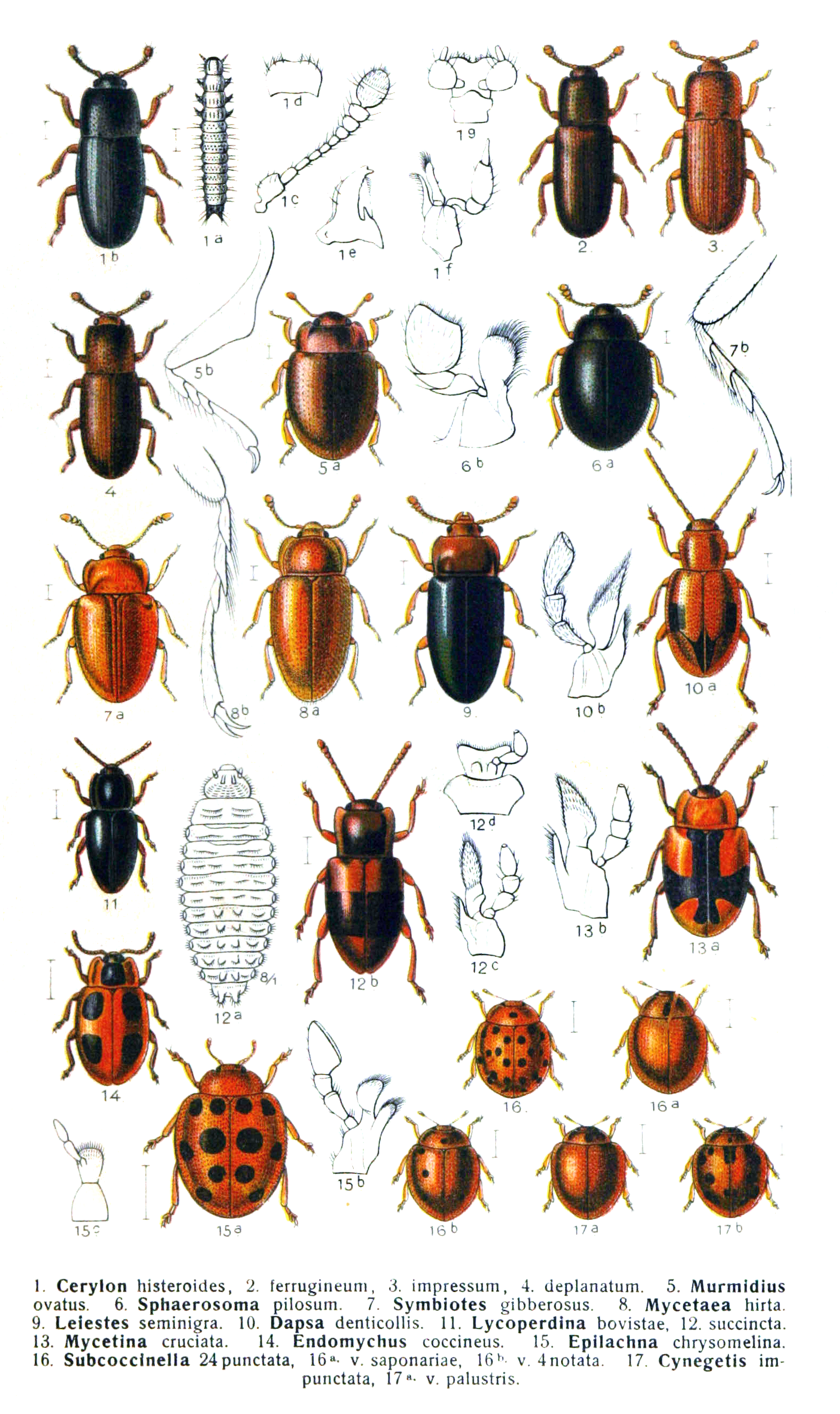
Figuras de Cerylon 1-4

Cerilonídeos (Cerylonidae) são besouros lisos pequenos a minúsculos ( 0,8–3 mm (0,031–0,118 in) ), brilhantes, sem pêlos, apenas levemente perfurados. Existem cerca de 450 espécies em todo o mundo em cerca de 50 gêneros, principalmente tropicais e subtropicais. Eles são mais comuns sob a casca de árvores mortas, mas também podem ocorrer em composto e outros materiais vegetais em decomposição. Pouco se sabe especificamente sobre sua biologia, mas acredita-se que sejam predadores que se alimentam de outros pequenos animais ou que comem fungos.
A taxonomia é complexa. A "Cerylonid Series", é um aglomerado de famílias Cucujoidea altamente derivadas compreendendo Alexiidae, Bothrideridae, Cerylonidae, Coccinellidae, Corylophidae, Discolomatidae, Endomychidae, Euxestidae, Latridiidae, Murmidiidae e Teredidae, consideradas por muitas autoridades recentes como uma superfamília separada Coccinelloidea.

## Géneros selecionados
- Afrorylon Slipinski, 1980 g
- As g
- Australiorylon Slipinski, 1988 g
- Axiocerylon Grouvelle, 1918 g
- Cautomus Sharp, 1885 g
- Cerylon Latreille, 1802 i c g b
- Cerylonopsis Handlirsch, 1906 g
- Ivieus Slipinski, 1991 g
- Loebliorylon Slipinski, 1990 i c g
- Lytopeplus Sharp, 1895 g
- Mychocerus Erichson, 1845 i c g b
- Ostomopsis Scott, 1922 i c g b
- Pathelus Dajoz, 1974 g
- Philothermopsis Heinze, 1944 g
- Philothermus Aubé, 1843 i c g b
- Ploeosoma Wollaston, 1854 g

Fontes dos dados: i = ITIS, c = Catalogue of Life, g = GBIF, b = Bugguide.net